# NGC 5447
NGC 5447 is een deel van het H-II-gebied NGC 5450 in het sterrenstelsel Messier 101 in het sterrenbeeld Grote Beer. Het hemelobject werd op 14 april 1789 ontdekt door de Duits-Britse astronoom William Herschel.